# Lepidium cardiophyllum
Lepidium cardiophyllum är en korsblommig växtart som först beskrevs av Nikolai Vasilievich Pavlov, och fick sitt nu gällande namn av Al-shehbaz. Lepidium cardiophyllum ingår i släktet krassingar, och familjen korsblommiga växter. Inga underarter finns listade i Catalogue of Life.